# V″jačeslav Ševčuk
V″jačeslav Anatolijovyč Ševčuk (in ucraino В'ячеслав Анатолійович Шевчук?; Luc'k, 13 maggio 1979) è un ex calciatore ucraino, di ruolo difensore.

## Carriera

### Nazionale
Viene convocato per gli Europei 2016 in Francia.

## Palmarès

### Club

#### Titoli nazionali
- Campionato ucraino: 7

Šachtar: 2005-2006, 2007-2008, 2009-2010, 2010-2011, 2011-2012, 2012-2013, 2013-2014
- Coppa d'Ucraina: 6

Shakhtar: 2000-2001, 2007-2008, 2010-2011, 2011-2012, 2012-2013, 2015-2016
- Supercoppa d'Ucraina: 7

Shakhtar: 2005, 2008, 2010, 2012, 2013, 2014, 2015

#### Titoli internazionali
- Coppa UEFA: 1

Šachtar: 2008-2009